# Knabbeln
Knabbeln sind eine westfälische Spezialität. Bauernstuten (manchmal auch Brötchen) wird/werden zu groben Stücken gebrochen und im Ofen getrocknet. Diese getrockneten Brotstücke werden dann zusammen mit Milch, Kaffee oder Milchkaffee gegessen. Bäckereien im westfälischen Raum (besonders in und um Münster) bieten diese Spezialität an.
Die Spezialität wurde ursprünglich entwickelt, da der als Hefegebäck nur bedingt haltbare Stuten früher stets in großen Mengen hergestellt wurde. Überschüssiger Stuten wurde geröstet und so haltbar gemacht. Später wurde bei Bedarf der Stuten durch Milch oder andere Flüssigkeiten wieder aufgeweicht und konnte so wieder genossen werden.

## Sonstiges
Die Münsteraner Karnevalsvereinigung „Narrenzunft vom Zwinger“ stiftete 1963 den „Knabbelorden“, mit dem Persönlichkeiten geehrt werden, die sich um Münster oder das Münsterland verdient gemacht haben. Er gilt als einer der ältesten Karnevalsorden des Münsteraner Karnevals und wird durch den Prinzen Karneval der Stadt Münster bei einer Karnevalssitzung der „KG Narrenzunft vom Zwinger“ übergeben.